# Liste der Generalgouverneure von St. Kitts und Nevis
Der Generalgouverneur von St. Kitts und Nevis ist der lokale Stellvertreter des Königs von St. Kitts und Nevis, zur Zeit König Charles III. Der ernannte Generalgouverneur residiert im Government House, Saint Christopher, welches ebenfalls sein Dienstsitz ist.

## Liste
| Von                                      | Bis               | Name                          | Bemerkung                                      |
| ---------------------------------------- | ----------------- | ----------------------------- | ---------------------------------------------- |
| 19. September 1983                       | 31. Dezember 1995 | Clement Athelston Arrindell   | Ernennung in Gegenwart von Prinzessin Margaret |
| 1. Januar 1996                           | 1. Januar 2013    | Cuthbert Sebastian            |                                                |
| 2. Januar 2013                           | 19. Mai 2015      | Edmund Wickham Lawrence       |                                                |
| 20. Mai 2015 amtierend 1. September 2015 | 1. Februar 2023   | Samuel Weymouth Tapley Seaton |                                                |
| 1. Februar 2023                          |                   | Marcella Liburd               |                                                |